# Mumbai Football Club
Il Mumbai Footbal Club è stata una società calcistica indiana di Mumbai, fondata il 27 giugno 2007.

## Cronistoria
- 2016-2017 - 10° in I-League, retrocesso in I-League 2nd Division.

## Palmarès

### Competizioni nazionali
- I-League 2nd Division: 1

2008